# Braunschwanzamazilie

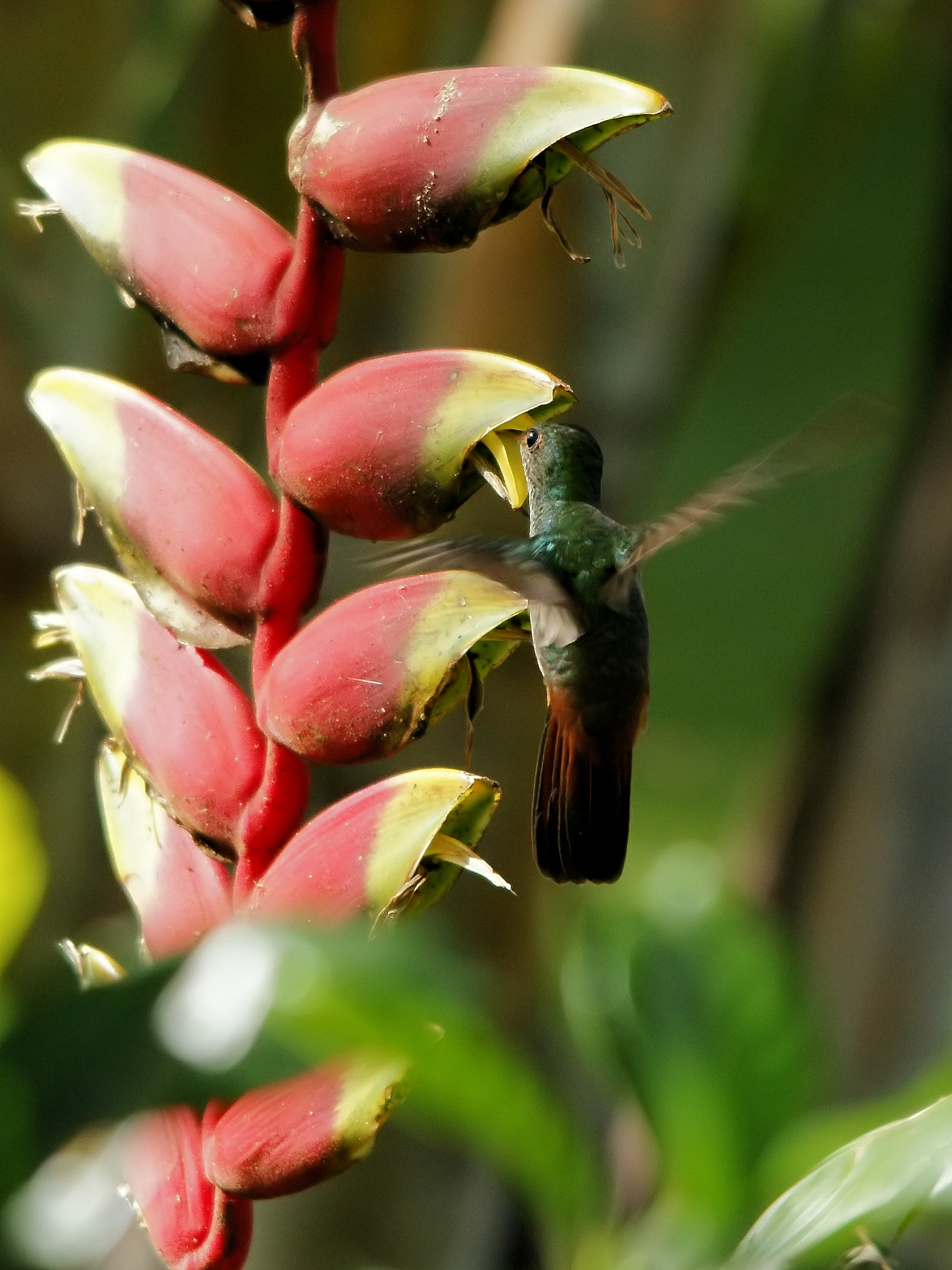
Eine Braunschwanzamazilie in der Provinz Alajuela (Costa Rica)

Die Braunschwanzamazilie (Amazilia tzacatl) ist eine Vogelart aus der Familie der Kolibris. Sie kommt von Mexiko bis nach Kolumbien und dem Nordwesten Venezuelas vor. Der Bestand wird von der IUCN als „nicht gefährdet“ (least concern) eingeschätzt.

## Merkmale
Das Federkleid der Braunschwanzamazilie ist überwiegend bräunlich grün gefärbt. Die Augen sind dunkel. Die Körperlänge beträgt 10 Zentimeter. Der Schnabel ist – wie für Kolibris typisch – mit zwei Zentimetern im Verhältnis zur Körpergröße lang und von braun-rötlicher Farbe. Weibchen ähneln den Männchen, haben an Kehle und Brust aber einzelne graue Federchen.

## Verhalten
Die Braunschwanzamazilie ist ein Freibrüter. Das Nistmaterial besteht aus Spinnweben, Baumwoll- oder kurzen Hanffäden. Das Weibchen legt zwei Eier. Die Brutdauer beträgt 18 Tage. In Gefangenschaft ist die Nachzucht dieser als robust geltenden Kolibriart bereits gelungen.

## Verbreitung und Habitat
Die Braunschwanzamazilie ist vom Süden Mexikos über Mittelamerika bis ins nördliche Südamerika verbreitet. Sie kommt an den Gebirgshängen der Atlantikseite Mexikos bis zum östlichen Panama vor. In Costa Rica ist sie auch an der Pazifikküste zu finden, ebenso in Panama. In Südamerika kommt sie am Pazifikhang Kolumbiens bis in den Südwesten Ecuadors und östlich über Nordkolumbien bis in den Osten Venezuelas vor.
Die Art ist hauptsächlich im Flachland zu finden bis zu 1200 m Höhe in Mexiko, bis zu 1850 m in Costa Rica, 1800 m in Kolumbien und 1700 m in Venezuela. In Ecuador wurde sie sogar in Höhen von 2500 m Höhe gesichtet.
Die Braunschwanzamazilie bevorzugt waldlose Gebiete, auch Lichtungen, Gärten, Waldränder und gelegentlich Sekundärwälder. Sie kommt in niedrigeren, buschigen Lebensräumen vor und sucht gerne künstliche Futterstellen (Feeder) auf, die in offenem Gelände mit etwas Deckung platziert sind.

## Unterarten

Verbreitungsgebiet der Braunschwanz-Amazilie

Von der Art sind bisher fünf Unterarten bekanntː
- Amazilia tzacatl tzacatl (de la Llave, 1833)[3] – Die Nominatform kommt vom östlichen zentralen Mexiko bis ins zentrale Panama vor.
- Amazilia tzacatl handleyi Wetmore, 1963[4] – Diese Unterart ist auf der Insel Escudo de Veraguas in Panama verbreitet.
- Amazilia tzacatl fuscicaudata (Fraser, 1840)[5] – Diese Subspezies kommt im Norden Kolumbiens bis in den Westen Venezuelas vor.
- Amazilia tzacatl brehmi Weller & Schuchmann, 1999[6] – Diese Unterart kommt im Departamento de Nariño im Südwesten Kolumbiens vor.
- Amazilia tzacatl jucunda (Heine, 1863)[7] – Diese Subspezies ist im Westen Kolumbiens und im Westen Ecuadors verbreitet.

## Bedrohung
Möglicherweise profitiert die Braunschwanzamazilie mancherorts von der menschlichen Besiedlung, da sie häufig die aufgestellten Feeder aufsucht und auch in vom Menschen zerstörten, d. h. abgehol̟ztem Habitat lebt. Sie hält sich auch gern in Bananen- und Kaffeeplantagen auf, wo sie eine große Rolle bei der Bestäubung dieser Pflanzen spielt. Wegen des großen Verbreitungsgebietes und weil die Population stabil bleibt, stuft die IUCN die Art als „nicht gefährdet“ (least concern) ein.
Die Braunschwanzamazilie ist häufig Opfer von Fensterscheibenschlag.

## Etymologie und Forschungsgeschichte
Pablo de la Llave beschrieb die Art unter dem Namen Trochilus Tzacatl. Das Typusexemplar stammte aus Mexico. Später wurde sie der Gattung Amazilia zugeordnet. Dieser Name stammt aus einer Novelle von Jean-François Marmontel, der in Les Incas, ou La destruction de l'empire du Pérou von einer Inkaheldin namens Amazili berichtet. Das Artepitheton tzacatl ist der Name eines Tolteken-Kriegers, der zusammen mit Chalcatzin, Ehecatzin, Cohuatzon, Tzihuac-Cohuatl, Tlapalmetzotzin und Metzotzin von Westen nach Mexiko kam. Handleyi  ist dem US-amerikanischen Zoologen Charles Overton Handley, Jr. (1924–2000) gewidmet. Brehmi ist dem Präsidenten und Gründer des Brehm-Fonds für Internationalen Vogelschutz Wolf W. Brehm gewidmet. Jucunda leitet sich vom lateinischen iucundus, iuvare für „entzückend, reizend, entzücken“ ab. Fuscicaudata ist ein lateinisches Gebilde aus fuscus für „braun“ und -caudatus, cauda für „-schwänzig, Schwanz“.
Im Englischen und im Französischen findet man gelegentlich die Trivialnamen Rieffer's Hummingbird bzw. Ariane de Rieffer. Dies geht auf einen Artikel von Jules Bourcier in der Revue zoologique par la Société Cuviérienne aus dem Jahre 1843 zurück. In seinem Artikel schrieb er:

„Nous avons dédié cette espèce à M. Rieffer, voyageur dans cette partie de L’Amérique méridionale, qui, le premier, a rapporté de riches collections d’oiseaux de différents genres. (deutsch: Wir widmen diese Spezies Herrn Rieffer, einem Reisenden in diesem Teil Südamerikas, der als Erster eine beachtliche Sammlung von Vögeln unterschiedlicher Gattungen mitbrachte.)“

Lange Zeit galt in der Wissenschaft Bourciers Namensgebung für diese Art, da de la Llaves Publikation wohl in Europa nicht bekannt war. So nannte sie John Gould in seinen Zeichnungen beispielsweise Rieffer’s Amazili (Amazilia riefferi) oder Jean Louis Cabanis und Ferdinand Heine Pyrrhophaena Riefferi. Letztendlich stellte sich heraus, dass Pablo de la Llave die Art bereits 1833 beschrieben hatte. Somit hat laut den Internationalen Regeln für die Zoologische Nomenklatur tzacatl als ältester verfügbarer Name Vorrang.